# 緑の光線 (映画)
『緑の光線』（みどりのこうせん、Le Rayon vert）は、エリック・ロメール監督による1986年のフランス映画。1986年、ヴェネツィア国際映画祭・金獅子賞受賞作品。
同監督の「喜劇と格言劇」シリーズ第5作。引用された詩は"Ah,que le temps vienne...Où les cœurs s'éprennent " （ランボー）

## ストーリー
オフィスで秘書をしているデルフィーヌは20歳も前半、独りぼっちのヴァカンスを何とか実りあるものにしようとする。恋に恋する彼女の理想は高く、昔からの男友達も、新たに現われた男性もなんとなく拒んでしまう。ヴァカンスを前に胸をときめかせていた。7月に入って間もない頃、ギリシア行きのヴァカンスを約束していた女ともだちから、急にキャンセルの電話が入る。途方に暮れるデルフィーヌ。周囲の人がそんな彼女を優しく慰める。女ともだちのひとりが彼女をシェルブールに誘ってくれた。が、シェルブールでは独り、海ばかり見つめているデルフィーヌ。8月に入り山にでかけた彼女は、その後、再び海へ行った。そこで、彼女は、老婦人が話しているのを聞いた。ジュール・ヴェルヌ『緑の光線』の話で、太陽が沈む瞬間に放つ緑の光線は幸運の印だという。
「太陽は赤・黄・青の光を発しているが、青い光が一番波長が長い。だから、太陽が水平線に沈んだ瞬間、青い光線が最後まで残って、それがまわりの黄色と混ざって私たちの目に届く」という。もちろん、それを見た者は幸福を得られる。何もなく、パリに戻ることにした彼女、駅の待合室で、本を読むひとりの青年と知り合いになる。初めて他人と意気投合し、思いがけず、自分から青年を散歩に誘う。海辺を歩く二人の前で、太陽が沈む瞬間、緑の光線が放たれたのだった。

## キャスト
- マリー・リヴィエール Marie Rivière  -  デルフィーヌ
- リサ・エレディア Lisa Heredia
- ヴァンサン・ゴーティエ Vincent Gauthier
- ベアトリス・ロマン Béatrice Romand

## スタッフ
- 製作：マルガレート・メネゴス Margaret Menegoz
- 監督：エリック・ロメール Éric Rohmer
- 脚本[2]：エリック・ロメール Éric Rohmer
- 撮影：ソフィー・マンティニュー Sophie Maintigneux
- 音楽：ジャン＝ルイ・ヴァレロ Jean-Louis Valero
- 編集：マリア・ルイサ・ガルシア Maria Luisa Garcia